# 樋口久子
樋口久子（1945年10月13日—），日本女子職業高爾夫球運動員，是首位（不論男女）在任何大滿貫賽事中勝出的日本人。她與岡本綾子在1970及80年代一同稱霸日本女子高爾夫球壇。2003年，她獲邀加入世界高爾夫名人堂。

## 外部連結
- Chako Higuchi bio at golfcompendium.com （页面存档备份，存于）